# Тікотіко смугастобокий
Тікоті́ко смугастобокий (Ancistrops strigilatus) — вид горобцеподібних птахів родини горнерових (Furnariidae). Мешкає в Амазонії. Це єдиний представник монотипового роду Смугастобокий тікотіко (Ancistrops).

## Опис

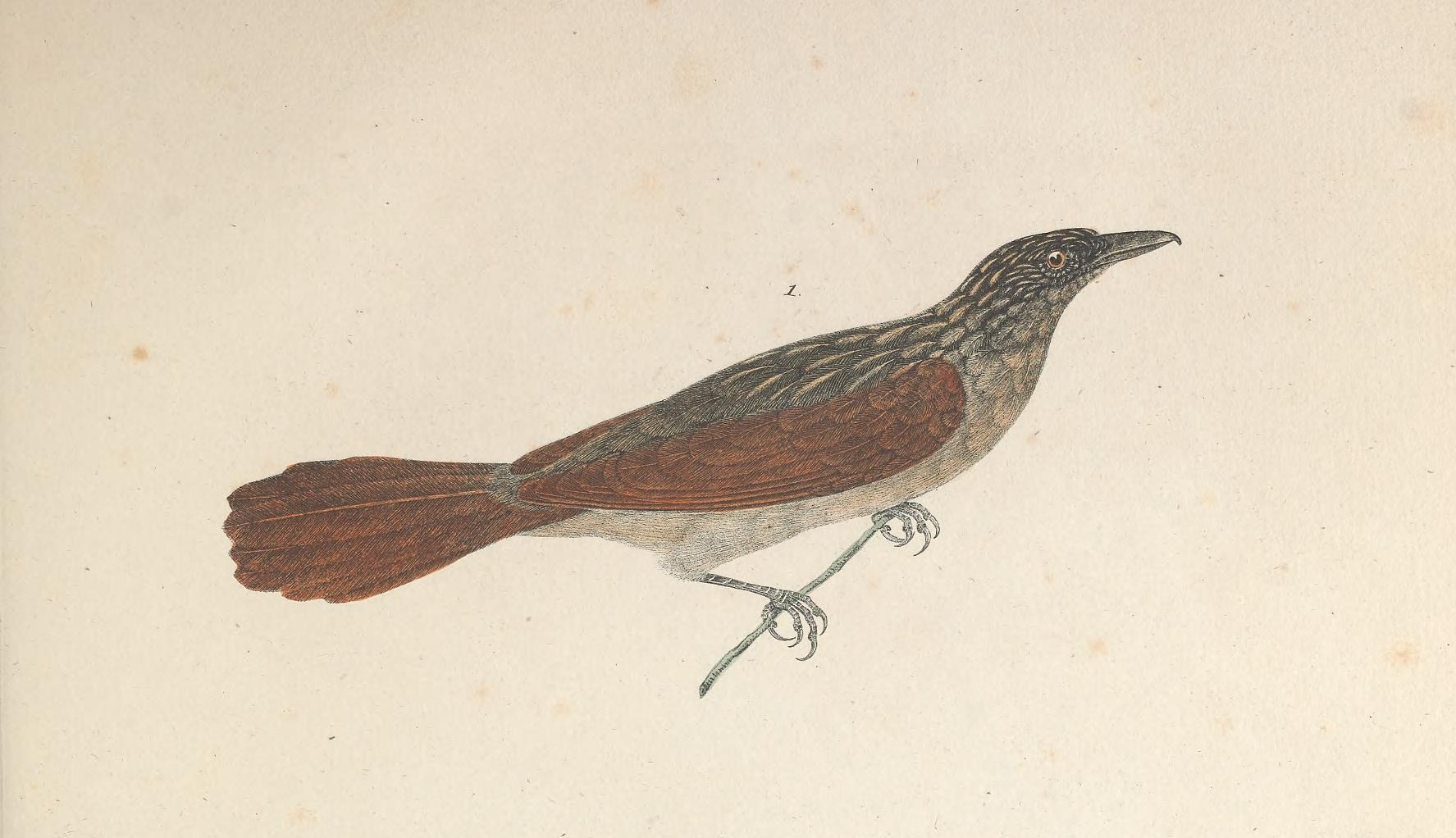
Смугастобокий тікотіко

Довжина птаха становить 17—18 см, вага 30—39 г. Верхня частина тіла оливково-коричнева, поцяткована жовтувато-охристими смугами. Над очима охристі «брови». Шия товста. Крила і хвіст руді. Нижня частина тіла жовтувата, поцяткована темно-оливковими смугами. Хвіст відносно короткий. Дзьоб міцний, гачкуватий, схожий на дзьоб сорокуша. Спів — довга трель, яка може тривати до 30 секунд, іноді з підвищенням тону наприкінці.

## Поширення і екологія
Смугастобокі тікотіко мешкають на південному сході Колумбії (на південь від південної Мети і західного Ваупесу), на сході Еквадору і Перу, на заході Бразилії (на південь від Амазонки, на схід до нижньої течії Тапажоса) та на півночі Болівії (Пандо, Ла-Пас). Вони живуть в амазонській сельві та у варзейських лісах. Зустрічаються на висоті до 900 м над рівнем моря.

## Поведінка
Смугастобокі тікотіко зустрічаються поодинці або парами, часто приєднуються до змішаних зграй птахів. Живляться комахами та іншими безхребетними, яких шукають у середньому ярусі лісу серед ліан і гілок.